# Alejandro Flores García
Alejandro Flores García (Monterrey, Nuevo León; 6 de agosto de 1991) es un artista marcial mixto mexicano que compite en la división de peso pluma. Ha competido en promociones como Professional Fighters League (PFL).

## Carrera de artes marciales mixtas

### Carrera temprana
La carrera de MMA profesional del «Gallito» empezó en octubre de 2013 con una victoria por TKO. Tras acumular un invicto de 8-0 en la promoción Combate Extremo, recibió su primera derrota ante el legendario peleador costarricense Alejandro Solano Rodríguez en el evento CP 12 de Calvo Promotions.

### Combate Américas
Hizo su debut en Combate Américas el 30 de marzo de 2017 al ser programado para enfrentar a Walter Zamora en Combate 12. Ganó la pelea por decisión unánime. Antes de oficializar su estadía en la promoción, el «Gallito» Flores había tenido otras dos victorias en Combate Extremo.
En 2018, ya como nuevo peleador de Combate Américas, Flores consiguió otras dos victorias ante Víctor Madrigal el 20 de abril en Combate Estrellas 2 y Pablo Sabori el 28 de septiembre en Road to Copa Combate. En ese año, participó en el torneo Copa Combate, avanzando hacía la final para enfrentarse a Andrés Quintana el 7 de diciembre; sin embargo, perdió tras recibir un KO en el primer asalto.

### Dana White's Contender Series
Flores recibió una invitación para aparecer en la cuarta temporada del Dana White's Contender Series, donde se enfrentó a Rafael Alves el 25 de agosto de 2020 en busca de un contrato con Ultimate Fighting Championship (UFC). Perdió la pelea tras rendirse con una guillotina.

### Professional Fighters League
A mediados de 2021, se hizo oficial la contratación del «Gallito» Flores con la Professional Fighters League (PFL), siendo el primer mexicano en firmar para ellos. Su debut fue el 27 de agosto ante Carl Deaton III en PFL 9: 2021 Playoffs, y tras una pelea reñida que terminó por decisión dividida, logró la victoria con la postura de los jueces.
Flores se enfrentó a Saba Bolaghi el 28 de abril de 2022 en PFL 2: 2022 Regular Season, como parte de la primera ronda del torneo de peso pluma. Ganó la pelea por decisión unánime.
Flores se enfrentó a Ryoji Kudo el 24 de junio de 2022 en las semifinales del torneo de peso pluma, llevado a cabo en PFL 5: 2022 Regular Season. Perdió la pelea por KO en el primer asalto.
Más de un año después, Flores fue programado para enfrentar a Daniel Torres	en el inicio de la temporada 2023 de PFL. La pelea en un inicio la había ganado él mismo por decisión unánime, pero al fallar una prueba de drogas, se cambió el resultado a un no contest.

## Récord en artes marciales mixtas
| Récord profesional | Récord profesional | Récord profesional |
| 28 peleas          | 23 victorias       | 4 derrotas         |
| ------------------ | ------------------ | ------------------ |
| Nocaut             | 8                  | 2                  |
| Sumisión           | 3                  | 2                  |
| Decisión           | 12                 | 0                  |
| Sin resultado      | 1                  | 1                  |

| Resultado     | Récord   | Oponente                   | Método                                | Evento                                        | Fecha                    | Ronda | Tiempo | Localización           | Notas |
| ------------- | -------- | -------------------------- | ------------------------------------- | --------------------------------------------- | ------------------------ | ----- | ------ | ---------------------- | --- |
| Victoria      | 23–4 (1) | Kevin García               | TKO (patadas en las piernas y golpes) | MMA Mexico 5: Gallito vs. Prendido            | 21 de junio de 2025      | 3     | 2:13   | Monterrey              | |
| Victoria      | 22–4 (1) | Daniel Vega                | Sumisión (rear-naked choke)           | MMA Mexico 3: Loco vs. Orko 3                 | 12 de octubre de 2024    | 2     | 2:34   | Monterrey              | |
| Sin resultado | 21–4 (1) | Daniel Torres              | NC                                    | PFL 1: 2023 Regular Season                    | 1 de abril de 2023       | 3     | 5:00   | Las Vegas, Nevada      | Originalmente victoria para Flores por decisión unánime; el resultado se cambió a un No Contest después de que fallara un test antidrogas. |
| Derrota       | 21–4     | Ryoji Kudo                 | KO (golpe)                            | PFL 5: 2022 Regular Season                    | 24 de junio de 2022      | 1     | 2:52   | Atlanta, Georgia       | |
| Victoria      | 21–3     | Saba Bolaghi               | Decisión (unánime)                    | PFL 2: 2022 Regular Season                    | 28 de abril de 2022      | 3     | 5:00   | Arlington, Texas       | |
| Victoria      | 20–3     | Carl Deaton III            | Decisión (dividida)                   | PFL 9: 2021 Playoffs                          | 27 de agosto de 2021     | 3     | 5:00   | Hollywood, Florida     | |
| Victoria      | 19–3     | Cristian Londoño           | TKO (golpes)                          | Naciones MMA 2                                | 18 de junio de 2021      | 1     | 1:15   | Monterrey              | |
| Victoria      | 18–3     | Andrew Perez               | Decisión (unánime)                    | iKon Fighting Federation 2                    | 22 de octubre de 2020    | 3     | 5:00   | San Carlos             | |
| Derrota       | 17–3     | Rafael Alves               | Sumisión (guillotine choke)           | Dana White's Contender Series                 | 25 de agosto de 2020     | 2     | 2:55   | Las Vegas, Nevada      | |
| Victoria      | 17–2     | Marco Elpidio              | Decisión (unánime)                    | Combate Americas: Monterrey                   | 18 de octubre de 2019    | 3     | 5:00   | Monterrey              | |
| Victoria      | 16–2     | Levy Marroquín             | Decisión (unánime)                    | Combate Estrellas 3: Flores vs. Marroquin     | 12 de abril de 2019      | 3     | 5:00   | Monterrey              | |
| Derrota       | 15–2     | Andres Quintana            | KO (codazo giratorio hacia atrás)     | Copa Combate 2018                             | 7 de diciembre de 2018   | 1     | 2:49   | Fresno                 | Final de la Copa Combate. |
| Victoria      | 15–1     | Pablo Villaseca            | Decisión (unánime)                    | Copa Combate 2018                             | 7 de diciembre de 2018   | 1     | 5:00   | Fresno                 | Semifinal de la Copa Combate. |
| Victoria      | 14–1     | Jhon Bedoya                | Sumisión (brabo choke)                | Copa Combate 2018                             | 7 de diciembre de 2018   | 1     | 3:03   | Fresno                 | Primera ronda de la Copa Combate. |
| Victoria      | 13–1     | Pablo Sabori               | Decisión (unánime)                    | Combate Americas: Road to Copa Combate        | 28 de septiembre de 2018 | 1     | 5:00   | Long Beach, California | |
| Victoria      | 12–1     | Víctor Madrigal            | Decisión (unánime)                    | Combate Estrellas 2                           | 20 de abril de 2018      | 3     | 5:00   | Monterrey              | |
| Victoria      | 11–1     | Ricardo Arreola            | Decisión (unánime)                    | Combate Extremo: Loco vs. Gallito             | 1 de diciembre de 2017   | 5     | 5:00   | Monterrey              | |
| Victoria      | 10–1     | Diego Baltazar             | TKO (golpes)                          | Combate Extremo: Flores vs. Baltazar          | 1 de septiembre de 2017  | 2     | 2:57   | Monterrey              | |
| Victoria      | 9–1      | Walter Zamora              | Decisión (dividida)                   | Combate 12                                    | 30 de marzo de 2017      | 3     | 5:00   | Tijuana                | |
| Derrota       | 8–1      | Alejandro Solano Rodríguez | Sumisión (guillotine choke)           | Calvo Promotions 12                           | 6 de diciembre de 2016   | 3     | 2:20   | San José               | |
| Victoria      | 8–0      | Fabian Galván              | TKO (golpes)                          | Combate Extremo                               | 19 de agosto de 2016     | 2     | 0:00   | Monterrey              | |
| Victoria      | 7–0      | Rodolfo Rubio              | Decisión (unánime)                    | Combate Extremo: Flores vs. Rubio             | 13 de mayo de 2016       | 3     | 5:00   | Monterrey              | |
| Victoria      | 6–0      | Alonso Díaz                | TKO (golpes)                          | Combate Extremo: Gran Final de temporada 2015 | 10 de diciembre de 2015  | 1     | 4:45   | Monterrey              | |
| Victoria      | 5–0      | Rogelio Isaí               | Sumisión                              | Combate Extremo: Loco vs. Galvan 2            | 4 de julio de 2015       | 2     | 2:28   | Monterrey              | |
| Victoria      | 4–0      | Alfredo López              | Decisión (unánime)                    | Combate Extremo: Greco vs. Tyson              | 27 de marzo de 2015      | 3     | 5:00   | Torreón                | |
| Victoria      | 3–0      | Ricardo Hernández          | TKO (golpes)                          | Combate Extremo: Loco vs. Azteca 3            | 12 de diciembre de 2014  | 1     | 0:00   | Monterrey              | |
| Victoria      | 2–0      | Israel Guzmán              | TKO (golpes)                          | Combate Extremo: Loco vs. Rizzo               | 24 de octubre de 2014    | 1     | 0:00   | Monterrey              | |
| Victoria      | 1–0      | Jorge Peralta              | TKO (golpes)                          | Combate Extremo: Solo Los Más Fuertes         | 5 de octubre de 2013     | 1     | 0:00   | Monterrey              | |